# 提帕斯火山
提帕斯火山（Cerro Tipas、Volcán Walther Penck）是一座南美洲阿根廷西北部的複合型火山（complex volcano），位於奧霍斯-德爾薩拉多山西南，是全球第三大活火山，由火山湖、層狀火山和火山穹丘組成。
提帕斯火山面積25平方公里，峰頂位於智利以南的阿根廷境內，專家推斷最後一次火山爆發在全新世。